# Minber
Minber ili Mimber (arapski: منبر) je prostor u džamiji gdje imam (vođa molitve) stoji za vrijeme hutbe. 
Minber je u potpunosti po svojoj funkcionalnosti govornica, kao propovjedaonica u crkvama, koja je uzdignuto mjesto kako bi se osiguralo da se govornik dovoljno jasno čuje u svakom kutku džamije. Također, njegova visina čini predavača vidljivijim slušačima. Minber se nalazi desno uz mihrab, mjesto koje označava smjer molitve, tj. pravac Kabe prema kojoj se muslimani u molitvi okreću. Obično je i minber okrenut u smjeru Kabe. 
Minber je obično u obliku malog tornja sa stubištem, često prepun ornamenata i bogato ukrašen. Prvobitni minberi su bili obična drvena postolja s 3 stube, no vremenom je postao bitnim simbolom prepoznatljivosti islamske arhitekture. Današnji minberi u Hrvatskoj imaju 12 stuba, što odgovara turskoj tradiciji. 

## Vanjske poveznice
|  | Zajednički poslužitelj ima još gradiva o temi Minberi |